# Дъб (Дойранско)
Дъб (на македонска литературна норма: Даб, на гръцки: Ντούμπ, на сръбски: Дуб) е малка гранична планина между Северна Македония и Гърция. През Първата световна война (1915 – 1918) при върха се водят тежки сражения между български и съглашенски части.

## Описание
Дъб е ниска варовикова планина, разположена източно от Дойранското езеро (145 m) и е граница между Дойранско на изток и Гевгелийско на запад. Най-високият връх Град е на северномакедонска територия. Български източници за Първата световна война използват официалното за времето сръбско име Дуб.
| Име             | Име                         | Височина | Местоположение           |
| --------------- | --------------------------- | -------- | ------------------------ |
| Град            | Град                        | 707 m    | ЗСЗ над Дойран           |
| Бандерата       | Бандерата                   | 482,6 m  | СЗ над Дойран            |
| Далкалъч        | Далкалач                    | 386 m    | ЮЮЗ над Дойран           |
| Деведжели       | Девеџели                    | 361,4 m  | СЗ над Крастали (Корона) |
| Дъб             | Даб, Κούρονο Ντούμπ, Ντούμπ | 652 m    | пирамида № 43            |
| Карабали        | Карабали                    | 539 m    | И над Крастали (Корона)  |
| Караклисе       | Караклисе                   | 334 m    | СИ над Палюрци           |
| Коджен, Бандера | Бандера                     | 479 m    | Ю над Църнчани           |
| Крастали        | Крастали                    | 467,4 m  | И над Крастали (Корона)  |
| Плевенец        | Плевенец                    | 609 m    | ЗСЗ над Дойран           |